# Варнелл (Джорджія)
Варнелл (англ. Varnell) — місто (англ. city) в США, в окрузі Вітфілд штату Джорджія. Населення — 2179 осіб (2020).

## Географія
Варнелл розташований за координатами 34°53′58″ пн. ш. 84°57′54″ зх. д. / 34.89944° пн. ш. 84.96500° зх. д. (34.899549, -84.964906).  За даними Бюро перепису населення США в 2010 році місто мало площу 8,70 км², уся площа — суходіл.

## Демографія
Згідно з переписом 2010 року, у місті мешкали 1744 особи в 577 домогосподарствах у складі 482 родин. Густота населення становила 201 особа/км².  Було 625 помешкань (72/км²).
Расовий склад населення:
| - 83,0 % — білих - 4,3 % — чорних або афроамериканців - 2,8 % — азіатів - 0,6 % — корінних американців - 8,0 % — осіб інших рас |

До двох чи більше рас належало 1,4 %. Частка іспаномовних становила 17,3 % від усіх жителів.
За віковим діапазоном населення розподілялося таким чином: 29,5 % — особи молодші 18 років, 64,1 % — особи у віці 18—64 років, 6,4 % — особи у віці 65 років та старші. Медіана віку мешканця становила 34,4 року. На 100 осіб жіночої статі у місті припадало 101,6 чоловіків;  на 100 жінок у віці від 18 років та старших — 101,0 чоловіків також старших 18 років.
Середній дохід на одне домашнє господарство  становив 59 851 долар США (медіана — 52 969), а середній дохід на одну сім'ю — 64 142 долари (медіана — 56 983). Медіана доходів становила 40 366 доларів для чоловіків та 33 295 доларів для жінок. За межею бідності перебувало 8,8 % осіб, у тому числі 17,4 % дітей у віці до 18 років та 4,3 % осіб у віці 65 років та старших.
Цивільне працевлаштоване населення становило 949 осіб. Основні галузі зайнятості: виробництво — 29,2 %, роздрібна торгівля — 17,0 %, освіта, охорона здоров'я та соціальна допомога — 15,2 %.